# Batalha de Gravelotte

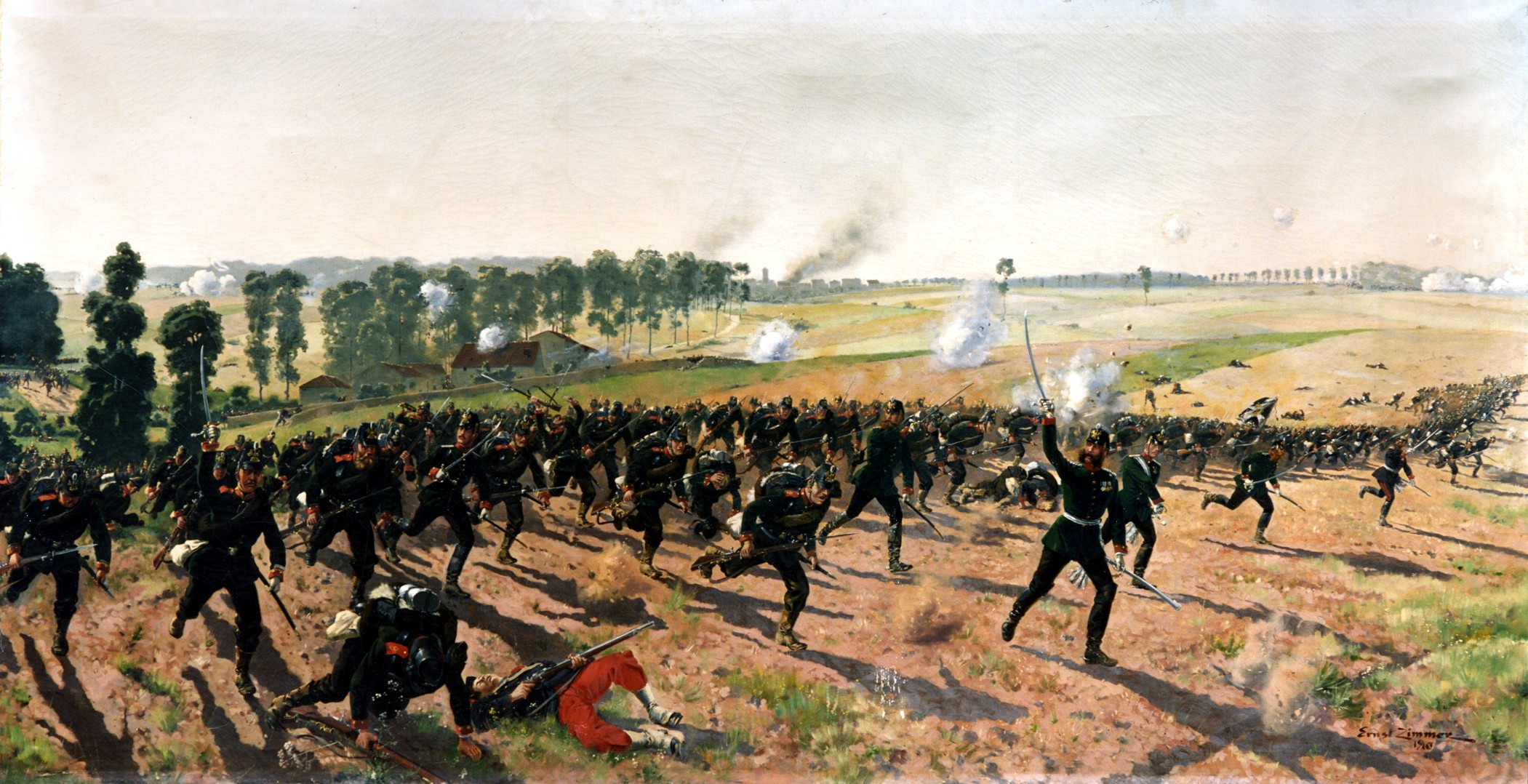
O "Rifle Battalion 9 from Lauenburg" em Gravelotte, pintura de Ernst Zimmer

A Batalha de Gravelotte (ou Batalha de Gravelotte–St. Privat) em 18 de agosto de 1870 foi a maior batalha da Guerra Franco-Prussiana. Batizada com o nome de Gravelotte, uma vila em Lorraine, foi travada cerca de 6 milhas (9,7 km) a oeste de Metz, onde no dia anterior, tendo interceptado a retirada do exército francês para o oeste na Batalha de Mars- la-Tour, os prussianos estavam agora se aproximando para completar a destruição das forças francesas.
As forças alemãs combinadas sob o rei Guilherme I eram o Primeiro e Segundo Exércitos Prussianos da Confederação da Alemanha do Norte com 210 batalhões de infantaria, 133 esquadrões de cavalaria e 732 canhões pesados, totalizando 188 332 oficiais e homens.  O Exército Francês do Reno , comandado pelo marechal François Achille Bazaine, cavou ao longo de um terreno elevado com seu flanco esquerdo sul na cidade de Rozerieulles e seu flanco direito norte em St. Privat.
Em 18 de agosto, o Primeiro Exército Prussiano sob o comando do general Karl Friedrich von Steinmetz lançou seu VII e VIII Corpo de exército em repetidos ataques contra as posições francesas, apoiados por artilharia e cavalaria. Todos os ataques falharam com enormes baixas em face da infantaria francesa e do poder de fogo do mitrailleuse. Os franceses não contra-atacaram o enfraquecido exército de Steinmetz. À esquerda prussiana, os guardas prussianos atacaram a posição francesa em St. Privat às 16h50. Com o apoio do Corpo Prussiano II e Saxão XII do Príncipe Friedrich Karl Segundo Exército da Guarda, os Guardas conquistaram St. Privat por volta das 20h00 após pesadas perdas, empurrando para trás a ala direita francesa.
O Exército do Reno de Bazaine retirou-se para a fortaleza de Metz na manhã de 19 de agosto. A vitória alemã em Gravelotte acabou com a última chance do exército de Bazaine de recuar para o oeste para Verdun. Após um cerco que durou mais de dois meses, o Exército do Reno se rendeu em 27 de outubro de 1870.